# Старая Дмитриевка
Старая Дмитриевка  — село в Сергиевском районе Самарской области в составе сельского поселения Липовка. 

## География
Находится у реки Липовка на расстоянии примерно 25 километров по прямой на север-северо-запад от районного центра села Сергиевск.

## Население
Постоянное население составляло 355 человека (русские 78%) в 2002 году, 363 в 2010 году.